# Elisabeth Wolffstraat 2
Elisabeth Wolffstraat 2 en Tweede Kostverlorenkade 5 te Amsterdam-West is een gebouw op de kruising Elisabeth Wolffstraat en de Tweede Kostverlorenkade, een gedeelte van de kade van de Kostverlorenvaart.

## Inleiding
Dit gebied was eeuwenlang agrarisch gebied, in de late 19e eeuw een industrieterrein behorend tot Nieuwer-Amstel; de noordelijke punt van de Stads- en Godshuispolder. Amsterdam, dat terreinen nodig had voor woningen voor de almaar groeiende bevolking annexeerde dit gebied. Na ophoging van de grond werd het gebied rond de eeuwwisseling ingericht. Op 21 september 1904 kreeg de straat haar naam; een vernoeming naar schrijfster Elisabeth Wolff. De groeiende bevolking kwam mede door grote gezinnen en daarvoor waren ook scholen nodig. Zo werd rond 1914 gebouwd aan de "Tweede Openbare Werk- en Leerschool" met dienstwoning en tuin op een taartpunt (scherpe hoek in bebouwing) tussen straat en vaart. De "Eerste Openbare Werk- en Leerschool", eigenlijk bedoeld voor onderwijs aan aanstaande dienstboden, stond aan de Lepelstraat 17 in het oosten van de stad. Deze moest steeds in de jaren nul van de 20e eeuw steeds meer kandidaatleerlingen afwijzen, zodat de behoefte ontstond voor een tweede. De gemeente besloot in 1912 dat er een soortgelijke school moest komen, nu aan de westzijde van de stad. Op 19 mei 1913 volgde de aanbesteding van de houten paalfundering; op 10 november volgde de aanbesteding van de bovenbouw. Op 1 februari 1915 werd de school geopend, dan nog als opvang van het overschot van de school aan de Lepelstraat. Het seizoen 1915/1916 werd het eerste eigen leerseizoen. In de jaren twintig kreeg de school als nijverheidsschool een uitgebreider takenpakket.

## School
De school stond aan de straat; de directiewoningen aan de vaart; de directiewoningen grensden aan een gipsfabriek. Het gebouw werd ontworpen door de Dienst der Publieke Werken. Het werd een gangenschool, lokalen werden rondom een centrale gang geprojecteerd. Het gebouw in de bouwstijl rationalisme en drie bouwlagen moest onderdak bieden aan circa 180 leerlingen verdeeld over klaslokalen, keukens, strijk- en huishoudlokalen. Het gebouw hield de eeuw na oplevering steeds een onderwijsfunctie; in de jaren tachtig nog aan "Christelijke Scholengemeenschap voor Middelbaar beroepsonderwijs J.J. Buskes". 
De gipsfabriek uit de tijd van prestedelijke bebouwing (Lange Bleekerspad 72-74) verdween al vroeg en werd in 1929 gesloopt. In 1931 werden aansluitend op het schoolcomplex woningen gebouwd naar ontwerp van Th.J. Lammers.
In april 2009 werd het gebouw tot gemeentelijk monument verklaard. Het is samen met een hoekgebouw aan de Van Alphenstraat 6 het enige monument (gemeentelijk of rijks) aan de straat.
In verband met een wijziging in de bevolkingssamenstelling werd een school hier in de jaren tien van de 21e eeuw overbodig. Het gebouw werd gesplitst in en verbouwd tot een appartementencomplex enerzijds en anderzijds een bureau van gemeente Amsterdam voor begeleiding van mensen met psychiatrische en/of verslavingsproblemen. 
In de afsluiting van één van de portieken is het jaar vermeld Anno 1914.

## Afbeeldingen

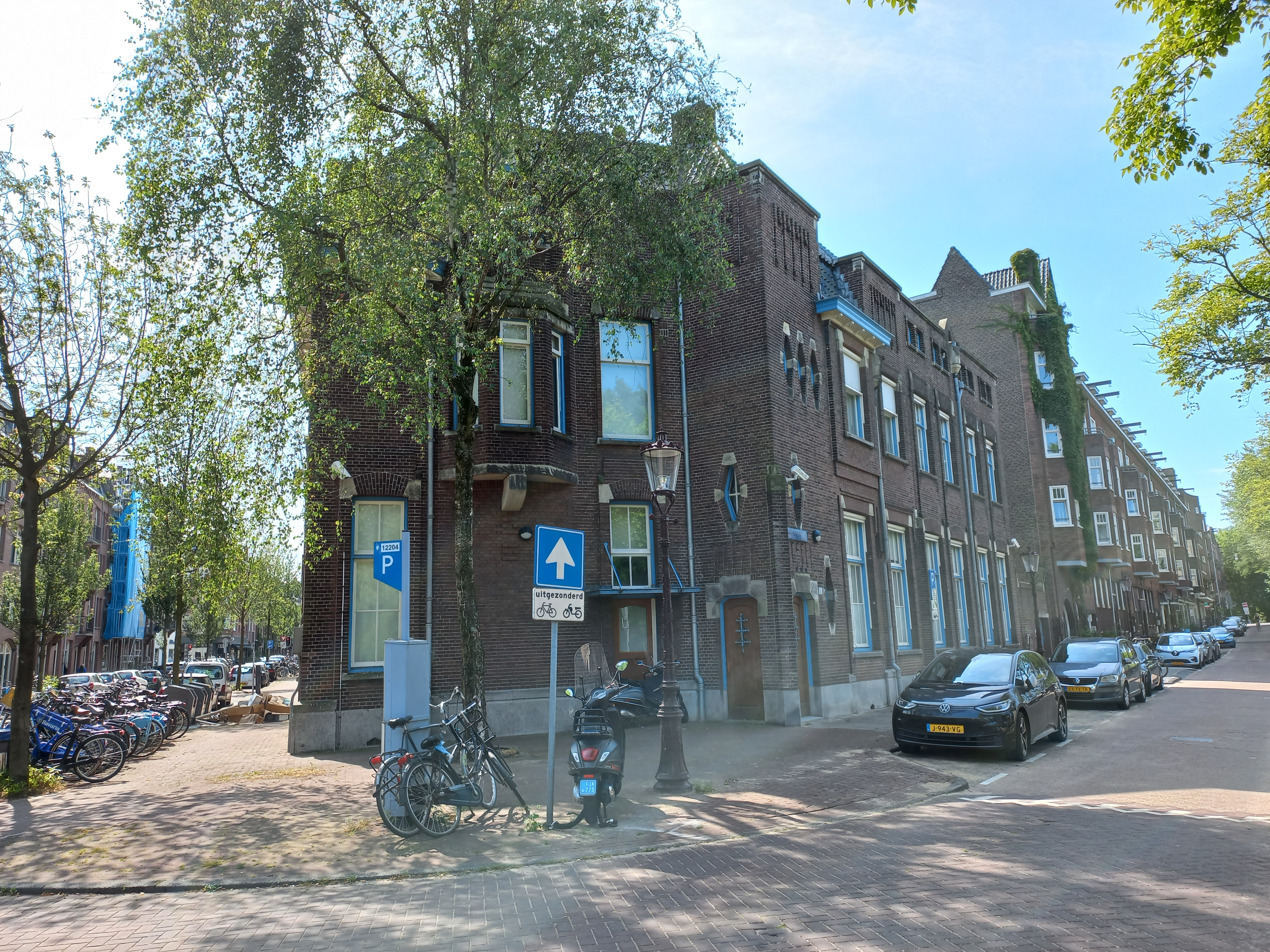
Gebouw zijde Tweede Kostverlorenkade 5 (juli 2022)
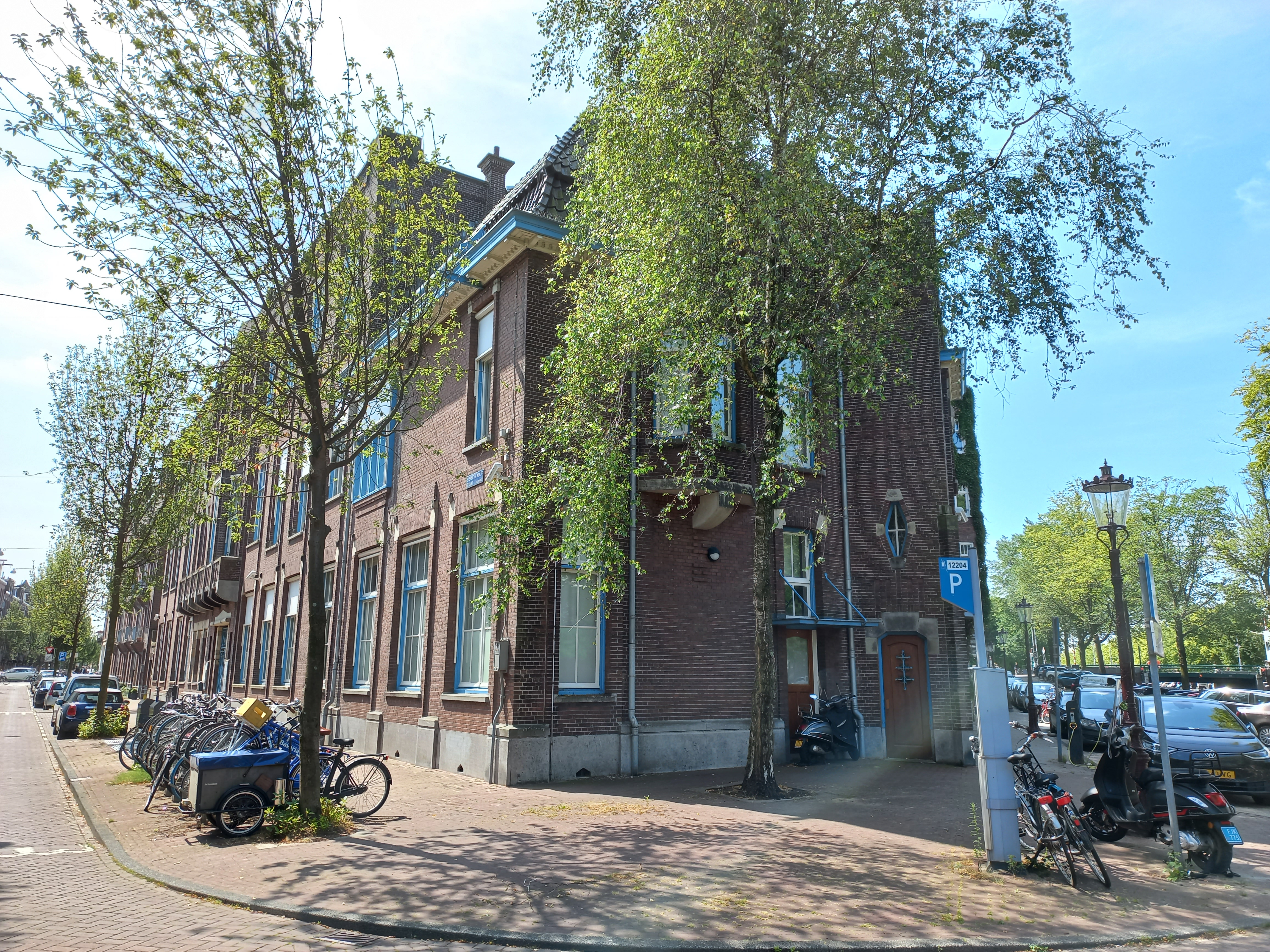
Gebouw zijde Elisabeth Wolffstraat 2 (juli 2022)
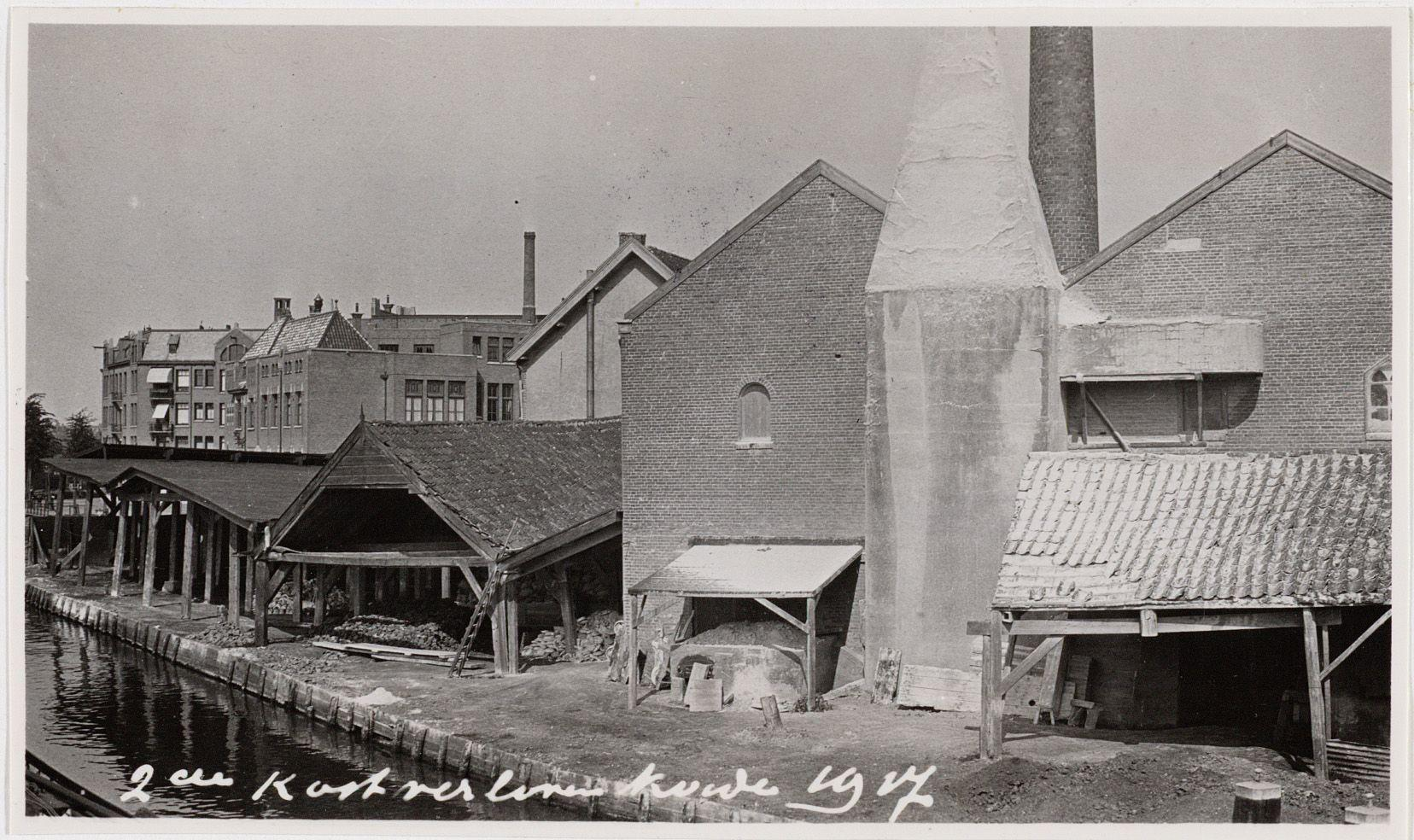
Gipsfabriek met daarachter school (circa 1917)